# باتريك تايشلر
باتريك تايشلر (بالألمانية: Patrick Tischler)‏ (20 فبراير 1987 في النمسا - ) هو لاعب كرة قدم نمساوي في مركز حراسة المرمى. شارك مع منتخب النمسا تحت 17 سنة لكرة القدم. أما مع النوادي، فقد لعب مع أدميرا فاكر مودلينغ وسوادورف ‏.

## وصلات خارجية
- باتريك تايشلر على موقع قاعدة بيانات كرة القدم.إي يو (الإنجليزية)
- باتريك تايشلر على موقع Soccerway.com (الإنجليزية)
- باتريك تايشلر على موقع عالم كرة القدم.نت (الإنجليزية)